# Jan-Olof Ekholm
Jan-Olof Ekholm, född 20 oktober 1931 i Grytnäs församling i Kopparbergs län, död 14 januari 2020 i Västerleds distrikt i Stockholm, var en svensk författare.
Ekholm satt sedan 1974 på stol nummer 6 i Svenska Deckarakademin.

## Författarskap
Ekholm debuterade som kriminalförfattare 1968 med Sista resan - mord!, där han introducerade journalisten och antihjälten Göran Sandahl, som skulle bli en återkommande huvudperson i Ekholms detektivromaner. En senare återkommande huvudperson är lantbrevbäraren Ingemar Svensson, som introducerades i Sörjd och saknad 1990. Ekholms kriminalromaner utspelas i regel i småstadsmiljö (där vänskapskorruption inte sällan florerar) och ordvitsar och andra humoristiska inslag är vanliga. Även om Ekholms deckare kan betraktas som pusseldeckare har de inte sällan ett mer eller mindre "öppet slut"; det är inte alltid självklart vem mördaren är...
Förutom kriminalromaner har Ekholm skrivit barn- och ungdomsböcker - några som Jan Ekholm - samt Lättläst-böcker för läshandikappade. Ekholm är översatt till danska, norska, tyska, franska, ryska och ukrainska. Barnboken Hurra för Ludvig Lurifax - av Jan Ekholm - blev TV-film i Sovjetunionen 1984, under titeln Ryzjij, tjestnyj, vljubljonnyj (betyder ungefär Röd, ärlig, förälskad).
Ekholm var en av manusförfattarna till filmen Sista körningen.
Persongalleriet i romanen Brev med svarta kanter - med Ingemar Svensson - är till stor del hämtat från Astrid Lindgrens barnböcker om livet i Bullerbyn. Boken ingår i antologin 221 bra deckare som du bör läsa innan du mördas.

## Priser och utmärkelser
- Svenska Deckarakademins pris för bästa faktabok 1979
- Ture Sventon-priset Temmelburken 2000
- Svenska Deckarakademins Grand Master 2008